# Kahmer
Kahmer ist ein Ortsteil der Landgemeinde Mohlsdorf-Teichwolframsdorf im Landkreis Greiz in Thüringen.

## Lage und Verkehr
Der westliche Dorfausgang wird von der Kreisstraße 205 tangiert. Durch das Straßendorf führt eine Ortsverbindungsstraße nach Gottesgrün. Südwestlich befindet sich ein größeres Waldgebiet. Die anderen Flächen werden landwirtschaftlich genutzt. In der Dorfmitte ist die örtliche Feuerwehr stationiert. Die Linie 18 der PRG Greiz bedient den Ort mit den Haltestellen Kahmer, Höhe, Kahmer, Waage und Kahmer, Abzweig Cunsdorf.

## Geschichte
Der mit 230 Einwohnern besiedelte Ortsteil wurde am 30. Mai 1261 erstmals urkundlich genannt. Jahr 1928 erfolgte ein Gebietsaustausch und eine Grenzbereinigung zwischen dem Freistaat Sachsen und dem Land Thüringen. Dadurch wurde eine in die Flur des thüringischen Kahmer hineinragende Parzelle von Cunsdorf an Thüringen abgetreten und nach Kahmer eingegliedert.